# Festuca aequipaleata
Festuca aequipaleata là một loài thực vật có hoa trong họ Hòa thảo. Loài này được E. Fourn. mô tả khoa học đầu tiên năm 1885.